# Inna Deriglazova
Inna Vasiljevna Deriglazova (ryska: Инна Васильевна Дериглазова), född den 10 mars 1990 i Kurtjatov i Kursk oblast i Sovjetunionen (nu Ryssland), är en rysk fäktare.
Deriglazova tog en guldmedalj i florett vid olympiska sommarspelen 2016 och OS-silver i damernas lagtävling i florett i samband med de olympiska fäktningstävlingarna 2012 i London.
Vid olympiska sommarspelen 2020 i Tokyo tog Deriglazova guld i lagtävlingen i florett och silver individuellt i florett.